# Air Algérie Catering
Air Algérie Catering SPA est une filiale 100 % du groupe Air Algérie, la compagnie aérienne nationale de l'Algérie. Cette société se spécialise dans la fourniture de services de catering, c'est-à-dire la préparation et la fourniture de repas et de boissons pour les vols d'Air Algérie ainsi que pour d'autres compagnies aériennes opérant à partir des aéroports algériens. Leur objectif principal est de garantir la qualité et la sécurité alimentaire tout en répondant aux normes internationales pour le service en vol.

## Historique
Air Algérie Catering était auparavant intégrée au sein d'Air Algérie. Le 1er janvier 2015 la division catering d'Air Algérie a été filialisée au sein d'Air Algérie Catering nouvellement formée. Air Algérie Catering est située au sein même de l'aéroport d’Alger à environ 1000 mètres du parking avions,.
Présente sur 13 aéroports en Algérie, Air Algérie Catering est une société par action,  avec un capital social de 2 500 000 000 DZD dont le siège social se trouve à l'Aéroport d'Alger.

## Missions
Air Algérie Catering travaille essentiellement dans le domaine du catering aérien, mais également dans d’autres services associés, tels que le duty free à bord des avions d'Air Algérie, des traitements des vols charters, VIP, VVIP, le service d'escale (handling), en plus de l’activité traiteur et autres services de support.
Air Algérie Catering travaille avec plus d’une quinzaine de compagnies aériennes, en effet elle fournit aussi des repas pour Air Algérie mais aussi Air Canada, Emirates, Egyptair, Air Canada, Tassili Airlines, Air France, Iberia, Tunisair, Turkish Airlines, Royal Jordanian, la SNTF mais elle produit également des repas pour d'autres entreprises issus du secteur de l’hôtellerie ou autre comme Mobilis.
L’entreprise produit chaque jour 15 000 plateaux, et elle a une capacité de 20 000 unités et le taux moyen de production actuel avoisine les 60 %. Elle travaille 24h/24, 7j/7 et utilise 80 % de produits frais.
Elle produit donc des entrées, des plats chauds, des sandwichs, des desserts, du pain, des viennoiseries pour le compte d'Air Algérie et de ses clients, tout est préparé sur place par des cuisiniers issus d’écoles hôtelières.
Air Algérie Catering produit également des repas personnalisés peuvent être fournis tel que des menus sans sel, spéciaux, sans gluten, végétariens ou encore spécial bébé
Elle possède la certification ISO 9 001 et ISO 22 000. Elle est aussi lauréate du Mehrez d'Or en 2004 pour la catégorie des desserts froids mais aussi du trophée de l'International Food&Beverages Quality Award du Global Trade Leaders Club attribué à Madrid le 25 janvier 2016

## Activités
Les activités d'Air Algérie Catering sont :
- Blanchissage industriel
- Blanchissage pour hôtels et restaurants / Avec transport du linge (ramassage/livraison)
- Services aériens spécialisés
- Services de manutention aéroportuaire
- Services de manutention dans les aérodromes ou aéroports
- Agents de manutention de fret aérien pour les aéroports
- Services complets d'assistance aux aéronefs, au sol
- Agents d'expédition et de transport
- Agents de manutention de fret aérien
- Services d'emballage pour le transport
- Services de conditionnement sous carboglace pour le transport aérien
- Services d'approvisionnement et de logistique
- Restauration hors foyer et traiteurs
- Restauration d'entreprise
- Restauration hors foyer (RHF) sur les avions
- Restauration à domicile (préparation et livraison de repas)
- Organisation de réceptions et banquets, traiteurs à domicile, restauration pour évènementiel
- Traiteurs avec capacités de réception et restauration
- Services logistiques

## Organisation
Air Algérie Catering est principalement présent à l'aéroport d'Alger, mais également à Oran, Annaba, Constantine et Hassi Messaoud ou ils réalisent des plateaux repas.
Cependant pour des questions de maîtrise de la qualité et des coûts, Air Algérie Catering devrait installer des unités de fabrication, à l’intérieur des zones aéroportuaires au sein des bases d'air algérie.
Air Algérie Catering possède donc plusieurs unités :
- Les unités de production alimentaire (qui réalisent les plats et réalisent les plateaux repas)
- Les unités de transports (situés au sein des aéroports avec des véhicules spécialisés de catering)
- Les unités commerciales
- Les unités de conditionnements (chargé de conditionner les aliments et la viande dans des conditions optimales sans briser la chaîne du froid)
- Les unités de qualité et de l'hygiène (L’entreprise possède son propre laboratoire d’analyse)
- Les unités administratives
- Les unités industrielles (blanchissage...)
- Les unités de logistiques (logistique, stockage, manutention...)

## Moyens
Air Algérie Catering possède plusieurs unités de productions ainsi que des locaux répartis sur les bases d'Air Algérie à Alger, Oran, Annaba, Constantine et Hassi Messaoud, et elle possède des détachements à Béjaïa, Tlemcen, Biskra, Ouargla et Sétif.
Elle possède également des véhicules de transports, et des véhicules de catering au sein de ces aéroports.

## Chiffres
Air Algérie Catering produit 15 000 plateaux repas par jour, et elle possède un taux de croissance qui augmente de +2 % par an pour un capital de 2 500 000 000 DZD. 
Air Algérie Catering possède également 600 employés dont 75 % qui sont issus des écoles d’hôtellerie, et le prix d'un plateau va de 1 000 DA à 2 500 DA. 